# Cidaphus indianensis
Cidaphus indianensis là một loài tò vò trong họ Ichneumonidae.